# José de Anchieta
José de Anchieta (San Cristóbal de La Laguna, Tenerife, Imperio español, 19 de marzo de 1534 - Reritiba, Estado del Brasil, Unión ibérica, 9 de junio de 1597), conocido como el Padre Anchieta, fue un misionero jesuita y santo español en Brasil. Además fue un destacado lingüista, literato, médico, arquitecto, ingeniero, humanista y poeta. Es el primer dramaturgo, el primer gramático y el primer poeta nacido en las Islas Canarias y el padre de la literatura brasileña.
Nacido en San Cristóbal de La Laguna, en la isla española de Tenerife, fue enviado a la portuguesa Universidad de Coímbra en 1548. A la sazón, Portugal era más tolerante que España con los "cristianos nuevos", y tal era la madre del futuro santo. Su madre era hija de Sebastián de Llerena, judío converso del reino de Castilla. Una vez en Coímbra, José ingresó en la Compañía de Jesús y, tras los debidos años de estudio, sería enviado como misionero a Brasil, donde moriría en 1597. Fue uno de los fundadores de las ciudades de São Paulo y Río de Janeiro. El Padre José de Anchieta fue además el estandarizador de la lengua tupí.
Fue beatificado por el papa Juan Pablo II en 1980, en una solemne ceremonia realizada en la vaticana Basílica de San Pedro. Debido a su dedicación misionera y evangélica, se le llama el "Apóstol de Brasil" y fue declarado por el papa Benedicto XVI como uno de los trece Intercesores de la Jornada Mundial de la Juventud 2013, que se celebró en Río de Janeiro.
El Padre Anchieta fue canonizado mediante una canonización equivalente el 3 de abril de 2014 por el papa Francisco. Es por lo tanto, el segundo santo nativo de las Islas Canarias tras Pedro de San José Betancur y también considerado como el tercer santo de Brasil, debido a que realizó su obra misionera en lo que actualmente es ese país americano. La misa de Acción de Gracias presidida por el papa, se celebró el 24 de abril del mismo año en la Iglesia de San Ignacio de Loyola en Roma.

## Biografía

### Primeros años

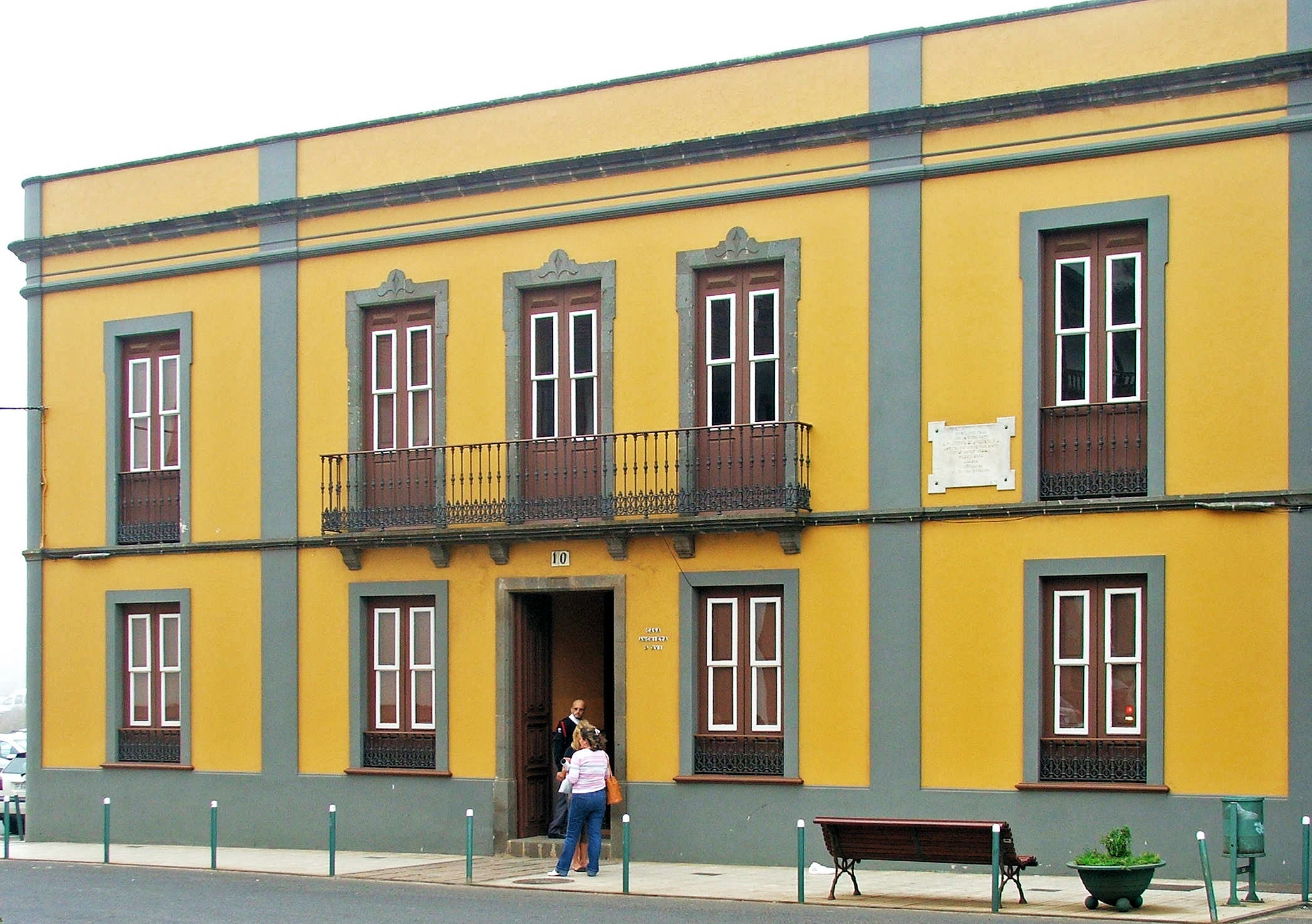
Casa natal de José de Anchieta en San Cristóbal de La Laguna (Tenerife).

José de Anchieta era hijo de Juan de Anchieta Zelayarán (natural de Urrestilla, barrio de la villa de Azpeitia, en la provincia de Guipúzcoa, País Vasco, primo de San Ignacio de Loyola) y de Mencía Díaz de Clavijo y Llerena, descendiente por línea materna de la nobleza canaria, pero al mismo tiempo hija de judío converso. Su padre fue también alcalde de la ciudad de San Cristóbal de La Laguna.
Nació José de Anchieta en la ciudad tinerfeña de La Laguna el 19 de marzo de 1534. Fue bautizado el 7 de abril de 1534 en la Parroquia de Nuestra Señora de los Remedios (actual Catedral de San Cristóbal de La Laguna). Desde pequeño había mostrado una gran facilidad para realizar labores en el campo y en la vida cotidiana.
En 1548, a la edad de 13 años, partió con destino a Coímbra, en Portugal, con objeto de cursar estudios religiosos en la célebre universidad de aquella ciudad. José se convirtió poco a poco en un distinguido alumno, gran amante de la poesía y de la buena prosa. Componía versos latinos, castellanos y portugueses con extrema facilidad, tal que lo llamaban el "Canario de Coimbra".  
El 1.º de mayo de 1551 ingresó en la Compañía de Jesús. Sus excesos en la penitencia y las muchas horas de oración de rodillas le causaron una dolencia permanente en la columna vertebral. Pidió ser enviado al Brasil, pues, ya que "en estas partes su enfermedad era incurable, le dejasen ir a morir entre los infieles, donde podría servir por lo menos para enseñar a los niños".

### Viaje a Brasil
Zarpó de Lisboa para el Brasil el 17 de abril de 1553, en la tercera expedición de siete jesuitas, y llegó el 13 de julio de 1553 a Salvador de la Bahía de Todos los Santos, y a la Capitanía de San Vicente el 24 de diciembre. Su superior, padre Manuel de Nóbrega, lo acogería en la pequeña población de Piratininga.
Según la práctica misionera de entonces, José se dispuso a aprender la lengua indígena del lugar, en este caso la lengua tupí, en la que llegaría a escribir versos e incluso obras de teatro. Un día, habiéndose adentrado en la selva, se encontró con unos indios que torturaban a un enemigo. Entonces, aplicando su conocimiento de la lengua amerindia, empezó a evangelizar a los captores hasta conseguir que soltaran a su cautivo. Con 21 años se dice que realizaba prodigios que fascinaban a los demás jesuitas, como levitar al orar ante la Virgen, o iluminarse la choza en la que se hallaba orando ante imágenes sagradas que incluso le respondían. Activo y esforzado, pese a su enfermedad contribuía personalmente a la edificación de nuevos edificios religiosos. Se sabe que Anchieta bautizó a varios indios tras convertirlos al cristianismo, entre ellos al cacique Tibiriçá.

### Ruta de evangelización
En una pequeña piragua embarcarían él, el padre Manuel de Nóbrega y un joven indio, evangelizado y leal a José. Atacados por un grupo de tamoyos, mataron al joven servidor indígena. José les hizo entrar en razón y lo llevaron al jefe, quien acogió a Anchieta y los suyos como huéspedes. De hecho, José siempre ejercería como pacificador entre los portugueses y las tribus de la Amazonia. Cierto día, Anchieta y Nóbrega decidieron celebrar la eucaristía ante aquellos indios, quienes quedaron admirados al leérseles en su lengua el texto de la Biblia y oír la consiguiente homilía. Tras esto, José utilizaría sus dotes de poeta para componer motetes que cantarían los mismos indios en las ceremonias cristianas. Se hizo tan famoso que muchas tribus pugnaban por acogerlo e incluso, una vez, apropiárselo por la fuerza, pero él pudo disuadirlos. 
Aconteció que el padre Nóbrega hubo de marchar para formalizar en la ciudad un tratado que sellara la concordia y convivencia entre tupís y portugueses. Tras la marcha, José continuó su misión. Con el hechicero de la tribu, Anchieta aprendió no pocos secretos de su medicina. El padre Nóbrega retornó un año después tras haber sellado su pacto.

### Vuelta a Piratininga
Tras la llegada de Manuel de Nóbrega, José volvió a la aldea de Piratininga para unirse a los otros jesuitas. Contribuyó entonces a la fundación de las ciudades portuguesa de San Pablo de Piratininga y de San Sebastián de Río de Janeiro, y en esta misma ciudad sería ordenado sacerdote en 1566, de manos del obispo Pedro Leitão.
Un año después, Nóbrega fallecería por una enfermedad contraída en la selva. José se convertiría en director del colegio de San Vicente y dos años después, marcharía a Europa. Al regreso recalaría en las Islas Canarias, su lugar de nacimiento, para luego volver a Bahía, en Brasil.
Con 49 años había conseguido reputación de santidad en la colonia brasileña, donde muchos acudían a él en busca de ayuda espiritual y curación. A partir de 1588 ya era considerado "el apóstol del Brasil," amén de celebrado escritor: escribió un libro de medicina, de fauna y flora de Brasil y un libro de poesía y de cánticos.

### Muerte y conmemoraciones

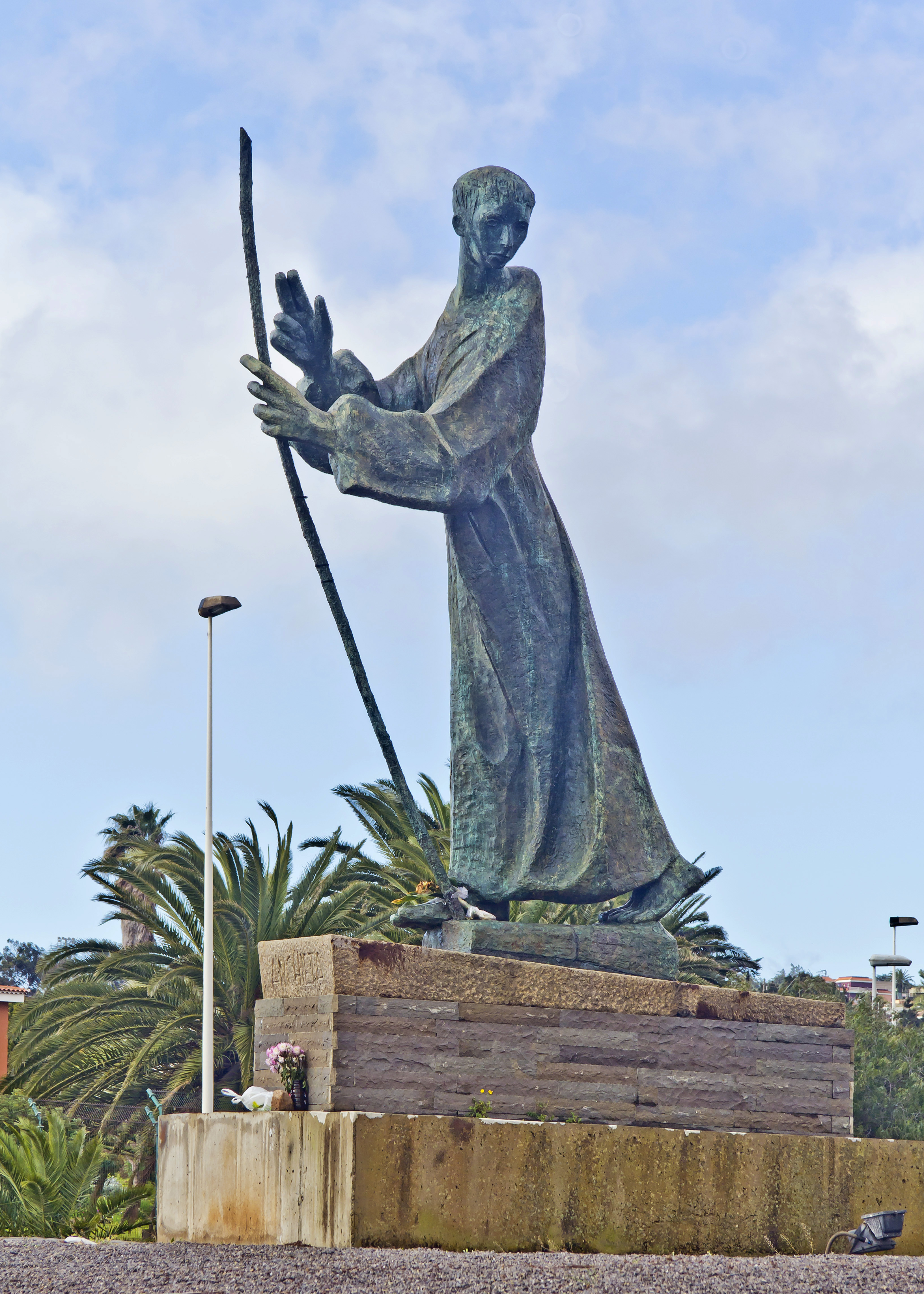
Monumento al Padre José de Anchieta, en la ciudad de San Cristóbal de La Laguna en Tenerife.

El 9 de junio de 1597 moriría en la aldea de Reritiba, llamada posteriormente "Anchieta" en su honor. Él mismo había predicho el día y la hora de su muerte.   
En 1960 se instaló en San Cristóbal de La Laguna —su ciudad natal— una estatua en su honor, obra del artista italo-brasileño Bruno Giorgi. Dicha estatua fue un regalo del Gobierno de Brasil a la ciudad natal del santo. Existe además otra importante estatua suya junto a la Catedral Metropolitana de São Paulo. En la Catedral de San Cristóbal de La Laguna se halla una talla en madera y una reliquia del santo, las cuales son conducidas en solemne procesión cada 9 de junio, su festividad en el santoral católico. En esta ciudad tiene su sede la Hermandad de los Caballeros de Anchieta.
En la Basílica de Nuestra Señora de la Candelaria, santuario de la patrona de las Islas Canarias, se encuentra una pintura que representa a san José de Anchieta fundando la ciudad de São Paulo mientras tiene lugar una aparición mariana.
En 1965, el servicio postal de España emitió un sello con la imagen de Anchieta, dentro de una serie llamada "Forjadores de América".
En el año 1997, en la ciudad de La Laguna, se publicó un pequeño libro, de unas 40 páginas en formato cómic, que narra la historia de este misionero, el más importante de Canarias junto al santo hermano Pedro de San José Betancur.

### Beatificación
Fue beatificado por el papa Juan Pablo II el 22 de junio de 1980 en una solemne ceremonia realizada en la vaticana Basílica de San Pedro. En este acto también fue beatificado Pedro de San José Betancur, canonizado en 2002 y primer santo de las Islas Canarias. El Padre Anchieta y el Hermano Pedro a su vez, se convirtieron en los primeros canarios en ser beatificados.

### Canonización
El 27 de febrero de 2014, el papa Francisco anunció que el Padre Anchieta sería canonizado en Roma en abril de ese año. El anuncio le fue comunicado primeramente a tres sacerdotes canarios que asistían a la misa del Papa en su residencia de Santa Marta, los cuales lo comunicaron al Obispo de Tenerife, Bernardo Álvarez Afonso. La fecha fue inicialmente fijada para el 2 de abril pero posteriormente se trasladó al día siguiente, mediante una "canonización equivalente". 
Por su parte, el 24 de abril fue la ceremonia de Acción de Gracias presidida por el papa, celebrada en la romana Iglesia de San Ignacio de Loyola. Coincidió en que precisamente el 24 de abril es la festividad de Pedro de San José Betancur. Fue la sexta canonización realizada por S.S. Francisco, así como el segundo jesuita en ser canonizado por el mismo papa, tras el francés Pedro Fabro. Del mismo modo, fue la primera canonización del año 2014 y el primer español en ser canonizado por el papa Francisco.

## Patronazgos
San José de Anchieta es el patrono y modelo de los catequistas. Anchieta fue también declarado por el papa Benedicto XVI como uno de los trece intercesores de la Jornada Mundial de la Juventud 2013, que se celebró en Río de Janeiro.
En abril de 2015 fue declarado por la Conferencia Nacional de los Obispos de Brasil como compatrono de este país, pues la patrona de Brasil es Nuestra Señora de la Concepción Aparecida.

## Santuarios en su honor
Los principales santuarios dedicados a San José de Anchieta en Brasil y en las Islas Canarias son aquellos que están relacionados directamente con su vida:
En la ciudad de San Cristóbal de La Laguna (lugar de su nacimiento) su principal santuario diocesano es la propia Catedral de Nuestra Señora de los Remedios. En este templo Anchieta fue bautizado en 1534 y se encuentra la imagen que se venera en su ciudad natal. Cada 9 de junio en esta ciudad se celebra una ofrenda de flores ante la gran estatua de bronce del Santo, para posteriormente realizarse una solemne eucaristía en la catedral presidida por el obispo de Tenerife y posterior procesión de la imagen del Santo por las calles hasta la casa natal del Santo. En este lugar también se realiza una ofrenda de flores.
El Santuario Nacional de San José de Anchieta se encuentra en la localidad de Reritiba (actualmente llamada Anchieta) en el estado de Espíritu Santo. El Santuario cuenta con un importante museo de arte sacro, y está construido en el lugar en el que vivió los últimos años de su vida y murió. En este lugar se celebra la fiesta nacional dedicada al Santo con peregrinaciones de fieles venidos de todo Brasil. A raíz de la declaración de Anchieta como compatrono de Brasil en 2015, el templo fue declarado Santuario Nacional.